# فيمينت
فيمينت، وتُسمى أيضًا شبكة تنمية وتواصل المرأة الإفريقية، هي منظمة أُنشئت في 1988 لتعزيز تنمية المرأة في إفريقيا، وتساعد المنشآت غير الحكومية بنشر المعلومات والاقتراب من تنمية المرأة والمساواة والحقوق الإنسانية الأخرى.

## المؤسس السابق
- ساره هلبيكل لونق الحائزة على جائزة إفريقيا للقيادة عام 2003.[3]
- ماما كوتي دومبيا الحائزة على جائزة الجندر في المرأة والتنمية والإعلام عام 2011.[4]